# Institut archéologique du Luxembourg
Vous pouvez aider à l'améliorer ou bien discuter des problèmes sur sa page de discussion.
- Il ne cite pas suffisamment ses sources. Vous pouvez indiquer les passages à sourcer avec {{référence nécessaire}} ou {{Référence souhaitée}}, et inclure les références utiles en les liant aux notes de bas de page. (Marqué depuis mai 2024)
- Certaines informations devraient être mieux reliées aux sources mentionnées dans la bibliographie ou les liens externes. Améliorez sa vérifiabilité en les associant par des références. (Marqué depuis mai 2024)

- Archive Wikiwix
- Bing
- Cairn
- DuckDuckGo
- E. Universalis
- Gallica
- Google
- G. Books
- G. News
- G. Scholar
- Persée
- Qwant
- (zh) Baidu
- (ru) Yandex
- (wd) trouver des œuvres sur Wikidata

L'Institut archéologique du Luxembourg est une société savante belge fondée le 16 août 1847. Il a pour but l'acquisition, la conservation, l'étude et la diffusion du patrimoine de la province de Luxembourg.
L'essentiel de ses collections est conservé aux Musée archéologique d'Arlon et Musée Gaspar. 
Une des tâches principales de l'Institut Archéologique du Luxembourg est la publication scientifique. Depuis 1847, les Annales et depuis 1925 les Bulletins trimestriels, sont le reflet de la recherche historique, archéologique et folklorique dans le Luxembourg au sens large du terme (Province, Grand-Duché et ancien duché). La série des Annales (AIAL) s'étend sur plus de 145 volumes (+/- 42 000 pages), parus régulièrement de 1847 à nos jours et présente chaque année de nombreuses contributions scientifiques aux thèmes et époques les plus variés.

## Liste des présidents de l'IAL
|  | Nom                    | Profession                                                | Entrée en fonction | Fin de la fonction | Décès |
|  | Nicolas Watelet        | Procureur du Roi                                          | 1847               | 1868               | 1868  |
|  | Auguste Tinant         | Avocat                                                    | 1868               | 1873               | 1873  |
|  | Georges-François Prat  | Chef de Division au Gouvernement Provincial du Luxembourg | 1873               | 1875               | 1875  |
|  | Nicolas Hourt          | Archiviste                                                | 1876               | 1891               | 1891  |
|  | Émile Tandel           | Commissaire d’Arrondissement                              | 1891               | 1908               | 1908  |
|  | Edmond Caprasse        | Commissaire d’arrondissement                              |                    |                    | 1911  |
|  | Fernand Van den Corput | Gouverneur                                                |                    |                    |       |
|  | C.J.J. Wilmar          |                                                           |                    |                    | 1932  |
|  | Max Kiesel             | Avocat                                                    | 1932               | 1935               | 1968  |
|  | Alfred Bertrang        | Historien, Professeur et Sénateur                         | 1935               | 1962               | 1962  |
|  | Marcel Bourguignon     | Archiviste                                                | 1962               | 1971               | 1971  |
|  | Roger Petit            | Archiviste                                                | 1971               | 1998               | 1998  |
|  | Louis Lejeune          | Professeur honoraire                                      | 1998               | 2009               | 2009  |
|  | Pierre Hannick         | Archiviste                                                | 2009               | 2015               |       |
|  | Jean-Claude Muller     | Linguiste                                                 | 2015               |                    |       |